# Хмейше, Камель
Камель Хмейше (араб. كامل حميشة‎; род. 1 января 1998, Латакия) — сирийский футболист, полузащитник иракского клуба «Масафи Аль-Васат» и сборной Сирии.

## Биография

### Клубная карьера
В течение пяти сезонов играл за «Тишрин», в составе которого выиграл два чемпионских титула.
2 января 2022 года подписал контракт с клубом Иракской Премьер-лиги «Аль-Карх». Летом 2022 года в составе «Аль-Карха» выиграл Кубок Ирака после победы над клубом «Аль-Кахраба» со счётом 2:1.
6 августа 2023 года перешёл в клуб Бахрейнской Премьер-лиги «Аль-Ахли» из Манамы.

### Карьера в сборной
В составе молодёжной сборной Сирии в январе 2020 года принимал участие на молодёжном чемпионате Азии, где сыграл в одном матче со молодёжной сборной Австралией — Австралия выиграла матч со счётом 1:0.
В декабре 2023 года был включён в состав сборной на Кубок Азии 2023. На турнире был запасным и на поле не вышел.

## Достижения
«Тишрин»
- Чемпион Сирии (2) : 2019/20, 2020/21

 «Аль-Карх»
- Обладатель Кубка Ирака (1) : 2021/22